# Willibald Nagel
Willibald A. Nagel (ur. 19 czerwca 1870 w Tybindze, zm. 13 lub 14 stycznia 1911 w Rostocku) – niemiecki fizjolog, zajmował się głównie fizjologią narządu wzroku. Redaktor pięciotomowego podręcznika fizjologii człowieka Handbuch der Physiologie des Menschen (1909). Wynalazca anomaloskopu. Zaprojektował tablice do rozpoznawania zaburzeń widzenia barwnego.
Urodził się w 1870 roku, jego ojcem był okulista Albrecht Nagel. W 1895 habilitował się na Uniwersytecie we Fryburgu. W 1902 został profesorem nadzwyczajnym fizjologii na Uniwersytecie Fryderyka Wilhelma w Berlinie. Od 1905 na katedrze fizjologii Uniwersytetu w Rostocku.
Zmarł 13 lub 14 stycznia 1911. Wspomnienia pośmiertne napisali Albert Durig i Wilhelm Trendelenburg.

## Prace
- Die niederen Sinne der Insecten. Tübingen 1892
- Über J. von Uexkülls vergleichend-sinnesphysiologische Untersuchung No. I. Zeitschrift für Psychologie und Physiologie der Sinnesorgane 10: 432-442 (1896)
- Über die Wirkung des chlorsauren Kali auf den Geschmackssinn. Zeitschrift für Psychologie und Physiologie der Sinnesorgane 10: 235-239 (1896)
- Nagel W, Piper H. Über die Bleichung des Sehpurpurs durch Lichter verschiedener Wellenlänge (1905)
- Handbuch der Physiologie des Menschen, Bd. 4 (1909)
- Farbenumstimmung beim Dichromaten (1910)
- Methoden zur Erforschung des Licht- und Farbensinnes (1914)